# Lijst van vulkanen
Deze lijst van vulkanen omvat vulkanen waarover een artikel op de Nederlandstalige Wikipedia bestaat – inclusief slapende, dode, ondergrondse en onderzeese vulkanen. In de eerste lijst staan de vulkanen op alfabetische volgorde, en daaronder staat een lijst met vulkanen per land. Vulkanen op Mars en Io worden apart genoemd (er zijn ook vulkanen op Venus).

## Vulkanen op aarde (alfabetische volgorde)

### A
|  |  | - Abeki (Tsjaad) - Acatenango (Guatemala) - Achtang (Rusland) - Adagdak (Aleoeten) - Adatara (Japan) - Adwa (Ethiopië) - Volcán de Agua (Guatemala) - Agua de Pau (Azoren) - Gunung Agung of Mount Agung (Indonesië) - Aira-caldera (Japan) - Akademia Naoek (Rusland) - Akna (Armenië) - Mount Akutan (Verenigde Staten) - Alaid (Rusland) - Monti Albani (Italië) - Alicudi (Italië) - Almolonga - Alnej-Tsjasjakondzja (Rusland) - Alngej (Rusland) - Amasing (Indonesië) - Amatitlán (Guatemala) - Mount Ambalatungan (Filipijnen) - Ambang (Indonesië) - Monte Amiata (Italië) - Ampato (Peru) - Mount Amukta (Verenigde Staten) - Anahimhotspot (Canada) | - Anak Krakatau (Indonesië) - Anaoen (Rusland) - Anatahan (Noordelijke Marianen) - Mount Aniakchak (Verenigde Staten) - Antisana (Ecuador) - Antsiferova (Rusland) - Apastepeque (El Salvador) - Mount Apo (Filipijnen) - Apoyeque (Nicaragua) - Aracar (Argentinië) - Aragats (Armenië) - Ararat (Turkije) - Mount Arayat (Filipijnen) - Ardjoeno (Indonesië) - Arenal (Costa Rica) - Asama (Japan) - Asatsja (Rusland) - Askja (IJsland) - Aso (Japan) - Atakor (Algerije) - Atitlan (Guatemala) - Augustine (VS) - Avatsjinskaja Sopka (Rusland) - Ayarza (Guatemala) - Azhdahak (Armenië) - Azufral (Colombia) - Azul (Nicaragua) |

### B
|  |  | - Babuyan Claro (Filipijnen) - Mount Bachelor (Verenigde Staten) - Bagana (Papoea-Nieuw-Guinea) - Baitoushan (China / Noord-Korea) - Badacsony (Hongarije) - Bagabag (Papoea-Nieuw-Guinea) - Bakening (Rusland) - Mount Baker (Verenigde Staten) - Mount Balbi (Papoea-Nieuw-Guinea) - Ball's Pyramid (Australië) - Baluan (Papoea-Nieuw-Guinea) - Baluran (Indonesië) - Bam (Papoea-Nieuw-Guinea) - Mount Banahaw (Filipijnen) - Banda Api (Indonesië) - Barchatnaja (Rusland) - Bárðarbunga (IJsland) - Barren Island (India) - Volcán Barú (Panama) - Batu Tara (Indonesië) - Baula (IJsland) - Bass Rock (Verenigd Koninkrijk) - Bazman (Iran) | - Beerenberg (Noorwegen) - Belenkaja (Rusland) - Bely (Rusland) - Bennett Lake Volcanic Complex (Canada) - Bezymjanny (Rusland) - Billy Mitchell (Papoea-Nieuw-Guinea) - Bláhnjúkur (IJsland) - Bliznets (Rusland) - Blup Blup (Papoea-Nieuw-Guinea) - Bogoslofeiland (Verenigde Staten) - Bolsjaja Ipelka (Rusland) - Bolsje-Bannaja (Rusland) - Bolsjoj Pajalpan (Rusland) - Bolsjoj Semjatsjik (Rusland) - Bolsjoj-Kekoeknajski (Rusland) - Branco (Kaapverdië) - Bratan (Indonesië) - Cerro Bravo (Colombia) - Brennisteinsalda (IJsland) - Bromo (Indonesië) - Mount Bulusan (Filipijnen) - Butak (Indonesië) |

### C

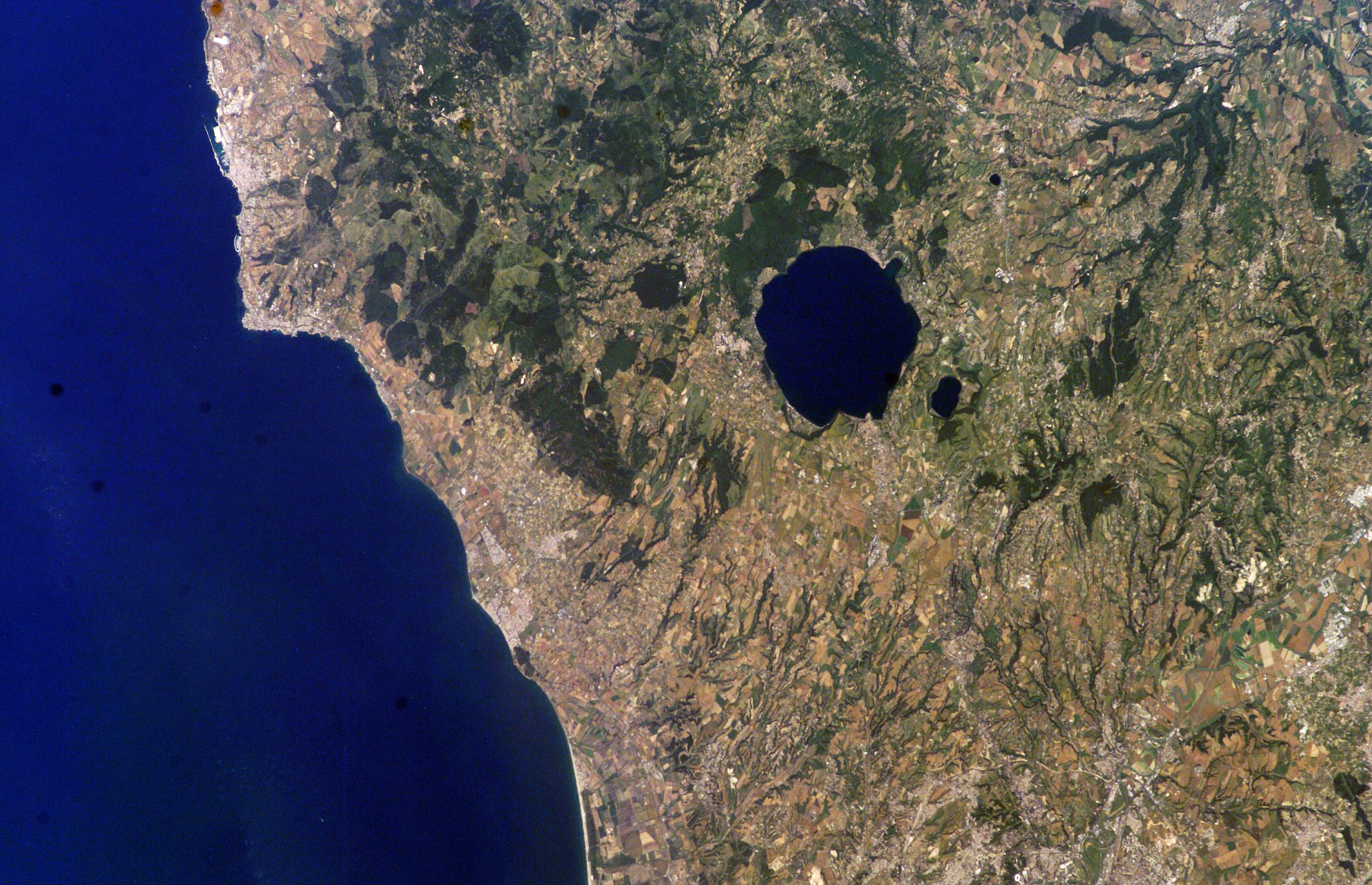
Satellietbeeld van de Campi Flegrei, 2004.

|  |  | - Cabo de Gata (Spanje) - Caldera de Taburiente (Canarische Eilanden, Spanje) - Mount Cameroon (Kameroen) - Campi Flegrei (Italië) - Mount Canlaon (Filipijnen) - Capelinhos (Azoren) - Casita (Nicaragua) - Castle Rock (Edinburgh) (Verenigd Koninkrijk) - Cayambe (Ecuador) - Cereme (Indonesië) - Cerro Acotango (Bolivia/Chili) - Cerro Azul-Quizapu (Chili) - Cerro Cachio (El Salvador) - Cerro Cinotepeque (El Salvador) - Cerro de Apaneca (El Salvador) - Cerro de Coxóm (Guatemala) - Cerro el Aguila (El Salvador) - Cerro El Baúl (Guatemala) - Cerro el Ciguatepe (Nicaragua) - Cerro Las Ninfas (El Salvador) - Cerro las Ranas (El Salvador) - Cerro los Naranjos (El Salvador) - Cerro Negro (Nicaragua) - Cerro Santiago (Guatemala) - Cerro Singüil (El Salvador) - Cerro Tláloc (Mexico) - Cerro Verde (El Salvador) - Chabardzjina (Georgië) - Chachani (Peru) - Changar (Rusland) - Chaitén (Chili) - Chaos Crags (Verenigde Staten) - Charimkotan (Rusland) - Chicabal (Guatemala) - El Chichón (Mexico) | - Chimborazo (Ecuador) - Chinameca (El Salvador) - Chingo (El Salvador) - Chiquimula (Guatemala) - Chirinkotan (Rusland) - Chodoetka (Rusland) - Chonco (Nicaragua) - Cinder Cone (Verenigde Staten) - Citlaltepetl (Mexico) - Clarión (Mexico) - Mount Cleveland (Verenigde Staten) - Coatepeque (El Salvador) - Cofre de Perote (Mexico) - Colima (Mexico) - Colo (Indonesië) - Concepción (Nicaragua) - Conchagua (El Salvador) - Conchagüita (El Salvador) - Copahué (Argentinië/Chili) - Cordillera de Apaneca (El Salvador) - Coropuna (Peru) - Cosigüina (Nicaragua) - Cotopaxi (Ecuador) - Crater Lake (Verenigde Staten) - Cruz Quemada (Guatemala) - Cuilapa-Barbarena (Guatemala) - Cù Lao Ré (Vietnam) - Culma (Guatemala) - Cumbal (Colombia) - La Cumbre (Ecuador) - Cumbre Vieja (Canarische Eilanden, Spanje) - Curacoa (Tonga) |

### D
|  |  | - Damavand (Iran) - Dar-Alages (Armenië) - Davidson Seamount (Verenigde Staten) - Deccan Traps (India) - Deception (Antarctica) - Dempo (Indonesië) - Deriba (Soedan) - Devils tower (VS) - Diamond Head (VS) | - Didi Aboeli (Georgië) - Dieng-vulkaancomplex (Indonesië) - Diki Greben (Rusland) - Doña Juana (Colombia) - Dreiser Weiher (Duitsland) - Dubbi (Eritrea) - Dukono (Indonesië) - Dzenzoerski (Rusland) |

### E
|  |  | - Ebeko (Rusland) - Ebulobo (Indonesië) - Eggella (Rusland) - Egon (Indonesië) - Eifel (Duitsland) - Ekarma (Rusland) - Elbroes (Rusland) - Eldborg (IJsland) - Eldfell (IJsland) - Mount Elgon (Oeganda) | - Emi Koussi (Tsjaad) - Emlikli (Georgië) - Emperor of China (Indonesië) - Erciyes (Turkije) - Erebus (Antarctica) - Erta Ale (Ethiopië) - Esja (IJsland) - Estelí (Nicaragua) - Etna (Italië) - Eyjafjallajökull (IJsland) |

### F

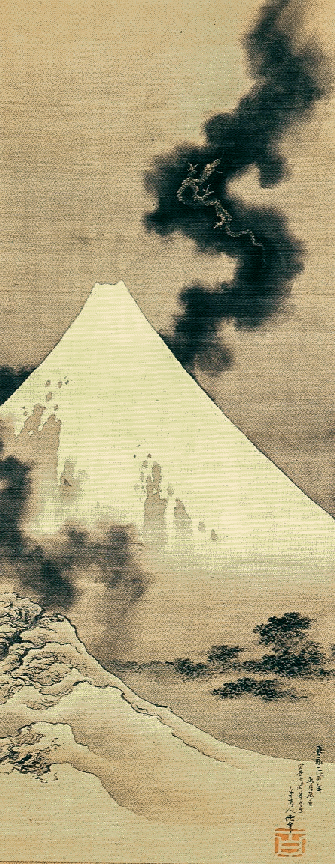
Gezicht op de berg Fuji door Katsushika Hokusai, 1831.

|  |  | - Farallon de Pajaros (Noordelijke Marianen) - Fedotytsj (Rusland) - Ferdinandea (Italië) - Filicudi (Italië) - Flores (Guatemala) - Foessa (Rusland) | - Mount Fogo (Kaapverdië) - Mount Foster (Antarctica) - Volcán de Fuego (Guatemala) - Fuji (Japan) - Furnas (Azoren) |

### G
|  |  | - Galeras (Colombia) - Galunggung (Indonesië) - Mount Gambier (Australië) - Gamtsjen (Rusland) - Garove (Papoea-Nieuw-Guinea) - Gede (berg) (Indonesië) - Geghama (Armenië) - Gunungapi Wetar (Indonesië) - Geodesistoj (Rusland) - Giant's Causeway (Verenigd Koninkrijk) - Golaja (Rusland) - Goodenough (Papoea-Nieuw-Guinea) - Gorely (Rusland) - Gorny Institoet (Rusland) | - Gough (eiland) (Tristan da Cunha) - Grábrók (IJsland) - Granada (Nicaragua) - Grímsvötn (IJsland) - Gros Piton (Saint Lucia) - Isla Guadalupe (Mexico) - Gualatiro (Chili) - Guazapa (El Salvador) - Guntur (Indonesië) - Gunung Agung (Indonesië) - Gunung Batur (Indonesië) - Gunung Rinjani (Indonesië) |

### H
|  |  | - Harimkotan (Rusland) - Hasan Dağı (Turkije) - Hekla (IJsland) - Helgafell (IJsland) - Hengill (IJsland) - Herðubreið (IJsland) - Mount Hood (Verenigde Staten) | - Hualalai (Hawaï) - Huaynaputina (Peru) - Nevado del Huila (Colombia) - Mount Hibok-Hibok (Filipijnen) - Hunga Tonga-Hunga Ha'apai (Tonga) - Hvannadalshnúkur (IJsland) - Hverfell (IJsland) |

### I
|  |  | - Ibu (Indonesië) - Iettoenoep (Rusland) - Ijen (Indonesië) - Iljinskaja Sopka (Rusland) - Iktoenoep (Rusland) - Iliboleng (Indonesië) - Ililabalekan (Indonesië) - Ilimuda (Indonesië) - Iliwerung (Indonesië) - Illimani (Bolivia) - Illiniza (Ecuador) - Inaccessible (Tristan da Cunha) - Inielika (Indonesië) | - Inierie (Indonesië) - Ipala (Guatemala) - Isla Zacate Grande (Honduras) - Itsjinskaja Sopka (Rusland) - Irazú (Costa Rica) - Mount Isarog (Filipijnen) - Ischia (Italië) - Ixtepeque (Guatemala) - Iya (Indonesië) - Iyang-Argapura (Indonesië) - Izalco (El Salvador) - Iztaccíhuatl (Mexico) |

### J
|  |  | - Jabal al-Tair (Yemen) - Jebel Marra (Soedan) - Jelovski (Rusland) | - El Jorullo (Mexico) - Jumay (Guatemala) - Jumaytepeque (Guatemala) |

### K
|  |  | - Kabargin Oth (Georgië) - Kadovar (Papoea-Nieuw-Guinea) - Kaiserstuhl (Duitsland) - Kajlenej (Rusland) - Kamaʻehuakanaloa (Verenigde Staten) - Kambalny (Rusland) - Kamen (Rusland) - Kamojang (Indonesië) - Karacadağ (Turkije) - Karaha (Indonesië) - Karang (Indonesië) - Karangetang (Indonesië) - Karapiti (Nieuw-Zeeland) - Mount Karisimbi (Rwanda) - Karkar (Papoea-Nieuw-Guinea) - Karthala (Comoren) - Karymskaja Sopka (Rusland) - Kasatochi (Verenigde Staten) - Katla (IJsland) - Katmai (Verenigde Staten) - Kawi (Indonesië) - Kazbek (Georgië/Rusland) - Kebenej (Rusland) - Kekoerny (Rusland) - Kelimutu (Indonesië) - Kell (Rusland) - Kelud (Indonesië) - Kendang (Indonesië) - Mount Kenya (Kenia) - Kerguelenplateau (-) - Kerinci (Indonesië) - Kerið (IJsland) - Kiaraberes-Gagak (Indonesië) | - Kibo (Tanzania) - Kichpinytsj (Rusland) - Kikai (Japan) - Kilauea (Hawaï) - Kilimanjaro (Tanzania) - Kizimen (Rusland) - Kljoetsjevskaja Sopka (Rusland) - Koedriavy (Rusland) - Koelkev (Rusland) - Koentomintar (Rusland) - Koerilenmeer (Rusland) - Kohala (Verenigde Staten) - Koil (Papoea-Nieuw-Guinea) - Kolbeinsey (IJsland) - Kollóttadyngja (IJsland) - Kolumbo (Griekenland) - Komarov (Rusland) - Koʻolau Range (Verenigde Staten) - Korjakskaja Sopka (Rusland) - Kosjeleva (Rusland) - Kostakan (Rusland) - Kozelski (Rusland) - Kozyrevka (Rusland) - Krafla (IJsland) - Krajni (Rusland) - Krakatau (Indonesië) - Krasjeninnikov (Rusland) - Kronotskaja Sopka (Rusland) - Ksoedatsj (Rusland) - Kuntomintar (Rusland) - Kverkfjöll (IJsland) |

### L
|  |  | - Laacher See (Duitsland) - Laki (IJsland) - Lago de Ilopango (El Salvador) - Laguna Aramuaca (El Salvador) - Laguna Verde (El Salvador) - Lamongan (Indonesië) - Larderello (Italië) - Lars Christensen Peak (Antarctica) - Lascar (Chili) - Las Lajas (Nicaragua) - Las Pilas (Nicaragua) - Lassen Peak (Verenigde Staten, vulkanisch nationaal park Lassen) - La Garita Caldera (Verenigde Staten) - Lawu (Indonesië) - Leili (Georgië) - Leroboleng (Indonesië) - Lewotobi (Indonesië) | - Lewotolo (Indonesië) - Licancabur (Chili) - Lihir (Papoea-Nieuw-Guinea) - Lipari (Italië) - Ljótipollur (IJsland) - Llaima (Chili) - Llullaillaco (Argentinië/Chili) - Lokon (Indonesië) - Loloru (Papoea-Nieuw-Guinea) - Long (Papoea-Nieuw-Guinea) - Lopevi (Vanuatu) - Lou (Papoea-Nieuw-Guinea) - Lurus (Indonesië) |

### M
|  |  | - Maderas (Nicaragua) - Mahawu (Indonesië) - Makushin (Verenigde Staten) - Malabar (Indonesië) - Manam (Papoea-Nieuw-Guinea) - Manus (Papoea-Nieuw-Guinea) - Marioneiland (Prins Edwardeilanden) - Mount Egmont (Nieuw-Zeeland) - Mount Makaturing (Filipijnen) - Malangvlakte (Indonesië) - La Malinche (Mexico) - Mount Malindang (Filipijnen) - Mount Malindig (Filipijnen) - Manam (Papoea-Nieuw-Guinea) - Manaro (Vanuatu) - Manuk (Indonesië) - Marapi (Indonesië) - Masaya (Nicaragua) - Mauna Kahalawai (Hawaï) - Mauna Kea (Hawaï) - Mauna Loa (Hawaï) - Maunga Terevaka (Chili) - Mayon (Filipijnen) - Mawson Peak (Australië) - Mount Mazama (Verenigde Staten) | - Meerfelder Maar (Duitsland) - Mehetia (Frans-Polynesië) - Merapi (Indonesië) - Merbabu (Indonesië) - Mount Meru (Tanzania) - Methana (Griekenland) - Mets Ishkhanasar (Armenië en Azerbeidzjan) - Middle (eiland) (Tristan da Cunha) - Misema Caldera (Canada) - Misjennaja Sopka (Rusland) - El Misti (Peru) - Moetnovski (Rusland) - Morne Trois Pitons (Dominica) - Morro Rock (Verenigde Staten) - Mombacho (Nicaragua) - Momotombito (Nicaragua) - Momotombo (Nicaragua) - Mount Moroto (Oeganda) - Moyotepe (Nicaragua) - Moyuta (Guatemala) - Mulciber (Nederland) - Muria (Indonesië) - Mussau (Papoea-Nieuw-Guinea) |

### N

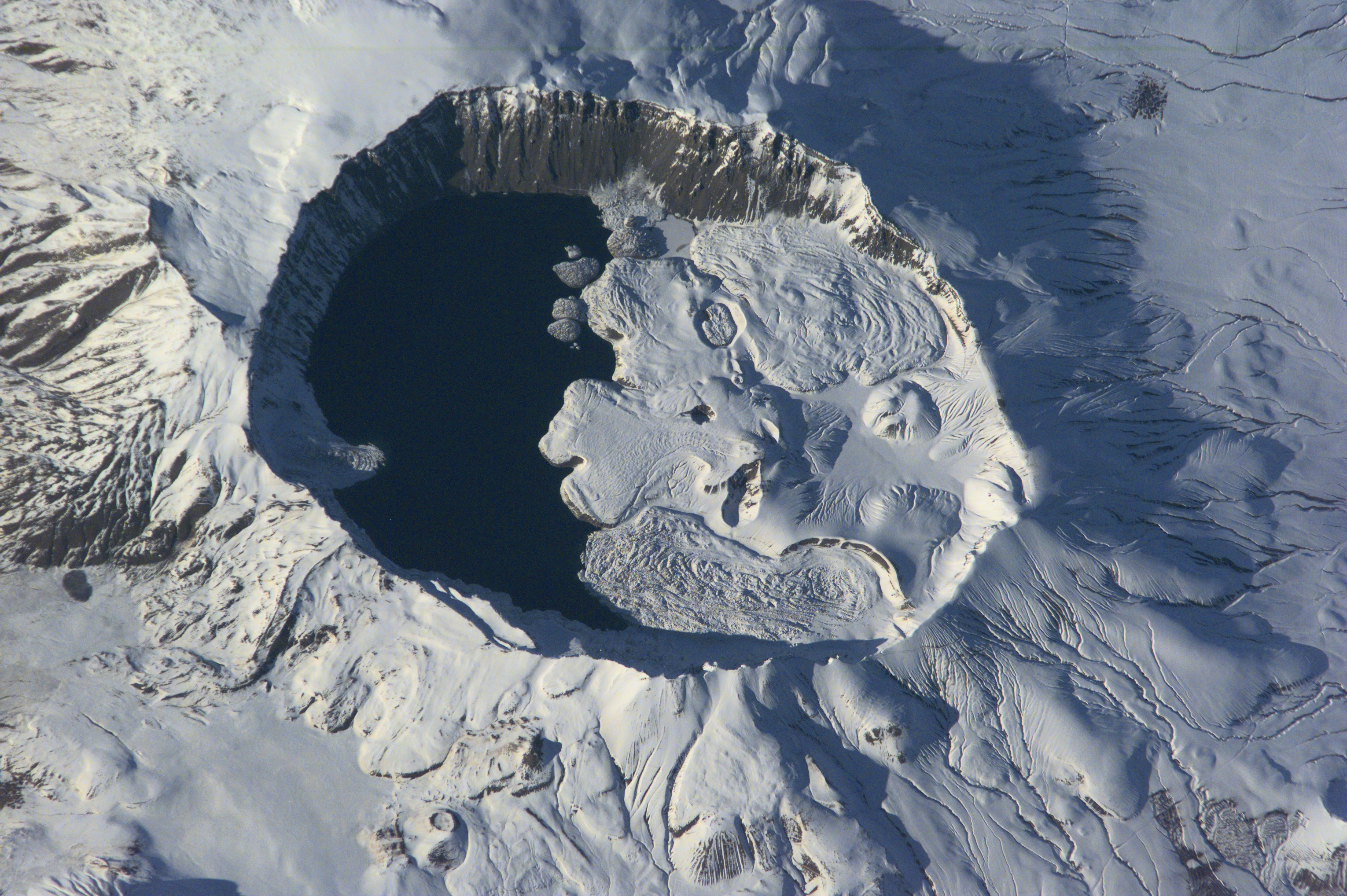
De krater van de Nemrut, 2001.

|  |  | - Nabro (Eritrea) - Ndete Napu (Indonesië) - Narcondam (India) - Nejapa-Miraflores (Nicaragua) - Nemo Peak (Rusland) - Nemrut Daği (Turkije) - Nevado de Santa Isabel (Colombia) - Nevado del Huila (Colombia) - Nevado del Quindío (Colombia) - Nevado del Tolima (Colombia) - Nevado el Cisne (Colombia) - Nevado Sajama (Bolivia) | - Nevis (Saint Kitts en Nevis) - Mount Ngarahoe (Nieuw-Zeeland) - Ngorongoro (Tanzania) - Nieuwerkerk (vulkaan) (Indonesië) - Nila (Indonesië) - Nishinoshima (Japan) - Nisyros (Griekenland) - North Berwick Law (Verenigd Koninkrijk) - Novarupta (Verenigde Staten) - Monte Nuovo (Italië) - Nyamuragira (Congo-Kinshasa) - Nyiragongo (Congo-Kinshasa) |

### O
|  |  | - Obrajuelo (Guatemala) - Oeksitsjan (Rusland) - Oezon (Rusland) - Ojos del Salado (Argentinië, Chili) - Ok (vulkaan) (IJsland) - Oka-plateau (Rusland) - Olavtoppen (Noorwegen) | - Ol Doinyo Lengai (Tanzania) - One Tree Hill (Nieuw-Zeeland) - Ontake (Japan) - Öræfajökull (IJsland) - Osorno (Chili) - Ostrzyca (Polen) - Oughtasar (Armenië) |

### P

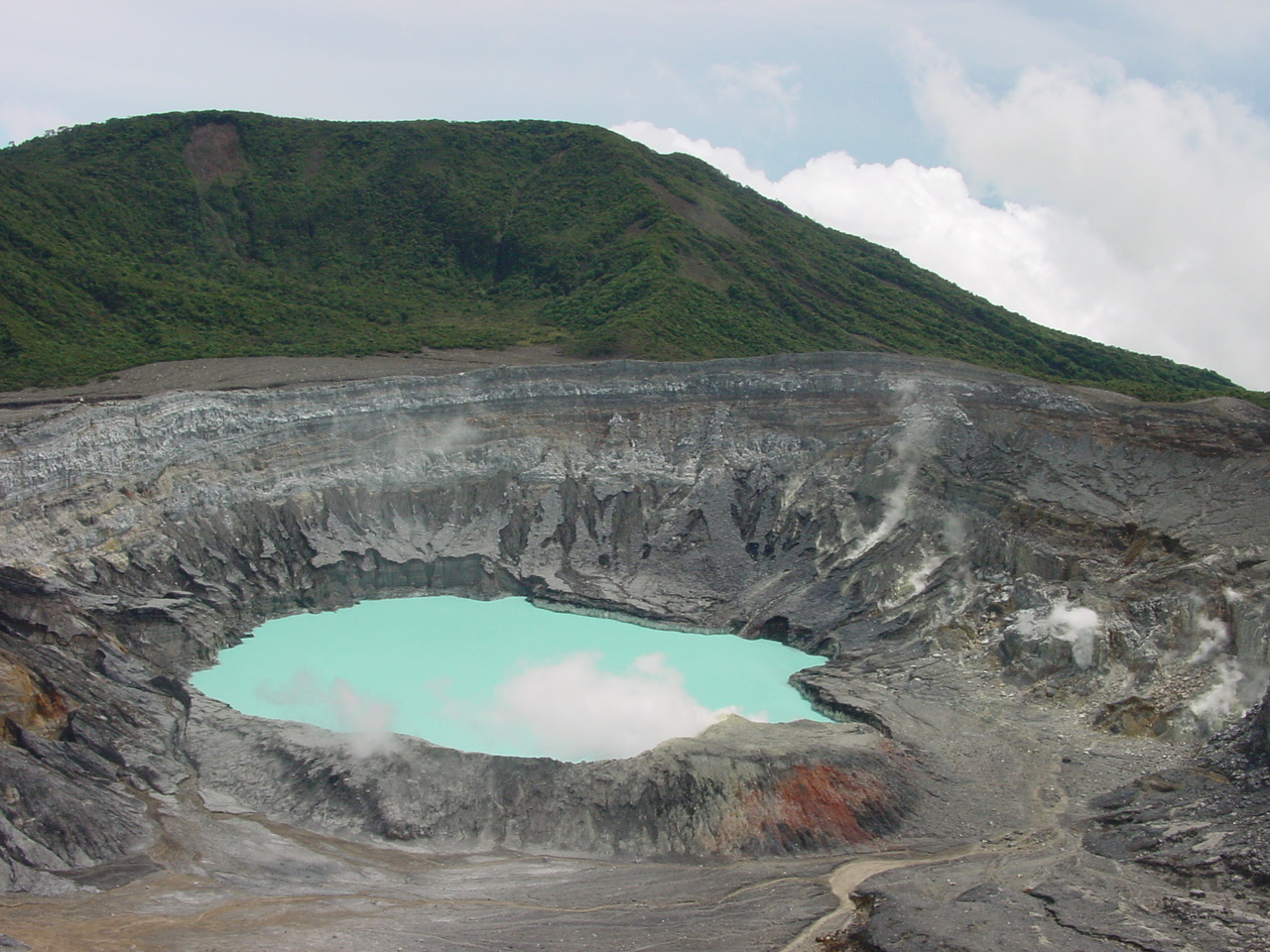
Een kratermeer van Poás, 2006.

|  |  | - Pacaya (Guatemala) - Pagan (Noordelijke Marianen) - Panarea (Italië) - Pantelleria (Italië) - Papandayan (Indonesië) - Paricutín (Mexico) - Parinacota (Chili/Bolivia) - Mount Parker (Filipijnen) - Patuha (Indonesië) - Paulet eiland (Antarctica) - Pavlof (Verenigde Staten) - Penanggungan (Indonesië) - Mont Pelée (Martinique) - Pelona (Nicaragua) - Perbakti (Indonesië) - Peretolchina (Rusland) - Petacas (Colombia) - Petit Piton (Saint Lucia) - Piek van Bali, zie Agung (berg) (Indonesië) - Pichincha (Ecuador) - Pichu Pichu (Peru) | - Pico Birigoyo (Canarische Eilanden, Spanje) - Pico de Sao Tomé (Sao Tomé en Principe) - Piip (Rusland) - Pinatubo (Filipijnen) - Monte Pissis (Argentinië) - Piton de la Fournaise (Réunion) - Piton des Neiges (Réunion) - Poás (Costa Rica) - Poco Leok (Indonesië) - Poike (Chili) - Ponta do Pico (Portugal) - Mount Popa (Myanmar) - Popocatépetl (Mexico) - Porak (Armenië en Azerbeidzjan) - Prins Edward Eiland (Prins Edwardeilanden) - Puyehue (Chili) - Pulosari (Indonesië) - Puracé (Colombia) - Puʻu ʻŌʻō (Verenigde Staten) - Puy de Dôme (Frankrijk) - Puy de Sancy (Frankrijk) |

### Q
- Montaña Quemada (Canarische Eilanden, Spanje)
- Quezaltepeque (Guatemala)
- The Quill (Sint Eustatius, Nederland)

### R
|  |  | - Rabaul caldera (Papoea-Nieuw-Guinea) - Mount Ragang (Filipijnen) - Mount Rainier (Verenigde Staten) - Ranakah (Indonesië) - Raung (Indonesië) - Mount Redoubt (Verenigde Staten) - Retana (Guatemala) - El Reventador (Ecuador) - Rhön (Duitsland) | - Riang Kotang (Indonesië) - Rinjani (Indonesië) - Roccamonfina (berg) (Italië) - Rockall (Verenigd Koninkrijk) - Rokatenda (Indonesië) - Romeral (Colombia) - Rossel (Papoea-Nieuw-Guinea) - Rota (Nicaragua) - Mount Ruapehu (Nieuw-Zeeland) - Nevado del Ruiz (Colombia) |

### S

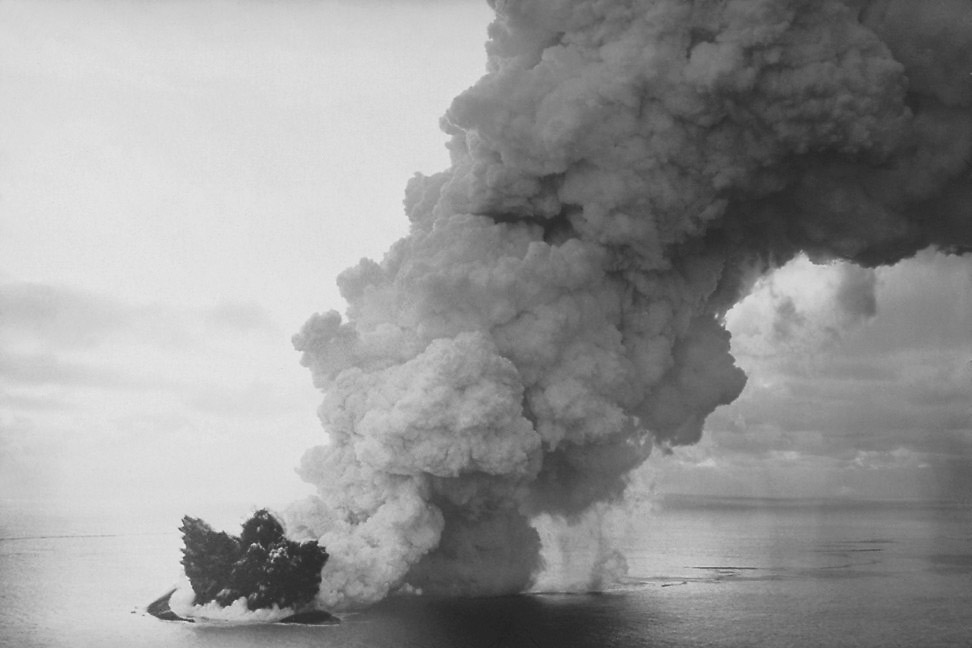
Geboorte van de Surtsey, 1963.

|  |  | - Sabalan (Iran) - Sabancaya (Peru) - Sacabaya (Bolivia) - Mount Saint Helens (Verenigde Staten) - Sakar (Papoea-Nieuw-Guinea) - Sakurajima (Japan) - Salak (Indonesië) - Salina (Italië) - Samsari (Georgië) - Sangay (Ecuador) - Sangeang (Indonesië) - San Antonio (Canarische Eilanden, Spanje) - San Benedicto (Bárcena) (Mexico) - San Cristóbal (Nicaragua) - San Diego (El Salvador) - San Marcelino (El Salvador) - San Miguel (El Salvador) - San Pedro (Guatemala) - San Salvador (El Salvador) - Santa Anavulkaan (El Salvador) - Santa María (Guatemala) - Santo Tomás (Guatemala) - San Vicente (El Salvador) - Scafells (Verenigd Koninkrijk) - Mount Scenery (Saba, Nederland) - Semeru (Indonesië) - Sempu (Indonesië) - Serua (Indonesië) - Shasta (Verenigde Staten) - Shinmoedake (Japan) | - Shiprock (Verenigde Staten) - Mount Shishaldin (Verenigde Staten) - Sibayak (Indonesië) - Siberische Trappen (Rusland) - Sierra Negra (Mexico) - Siete Orejas (Guatemala) - Sinabung (Indonesië) - Sinarka (Rusland) - Sindara (Indonesië) - Singgalang (Indonesië) - Sirung (Indonesië) - Sjavnabada (Georgië) - Sjisjel (Rusland) - Sjiveloetsj (Rusland) - Skaergaard (Groenland) - Skjaldbreiður (IJsland) - Slamet (Indonesië) - Snæfellsjökull (IJsland) - Isla Socorro (Cerro Evermann) (Mexico) - Solfatara (Italië) - Monte Somma (Italië) - Soputan (Indonesië) - Sotará (Colombia) - Soufrière (Montserrat) - Soufrière (Saint Vincent en de Grenadines) - Spitaksar (Armenië) - Stromboli (Italië) - Suchitán (Guatemala) - Sukaria (Indonesië) - Sumbing (Indonesië) - Surtsey (IJsland) - Sutter Buttes (Verenigde Staten) - Suwanosejima (Japan) |

### T
|  |  | - Þrándarjökull (IJsland) - Taal (Filipijnen) - Tabar (Papoea-Nieuw-Guinea) - Taburete (El Salvador) - Tacaná (Guatemala) - Tahual (Guatemala) - Tajumulco (Guatemala) - Talagabodas (Indonesië) - Talang (Indonesië) - Mount Talinis (Filipijnen) - Tambora (Indonesië) - Tampomas (Indonesië) - Tandikat (Indonesië) - Tangkuban Perahu (Indonesië) - Tatarinov (Rusland) - Tao-Rusyr (Rusland) - Mount Taranaki (Nieuw-Zeeland) - Taupomeer (Nieuw-Zeeland) - Taupo (Nieuw-Zeeland) - Tavkvetili (Georgië) - Tavurvur (Papoea-Nieuw-Guinea) - Tecapa (El Salvador) - Tecuamburro (Guatemala) - Mount Tehama (Verenigde Staten) - El Teide (Canarische Eilanden, Spanje) - Telapón (Mexico) - Telica (Nicaragua) | - Telomoyo (Indonesië) - Teneguía (Canarische Eilanden), (Spanje) - Teon (Indonesië) - Tequilavulkaan (Mexico) - Mount Terror (Antarctica) - Thera (Griekenland) - Three Sisters (Verenigde Staten) - El Tigre (Honduras) - Toba (Indonesië) - Tofua (Tonga) - Tolbatsjik (Rusland) - Toliman (Guatemala) - Mount Tongariro (Nieuw-Zeeland) - Torfajökull (IJsland) - El Totumo (Colombia) - Trölladyngja (Noord-IJsland) - Tronador (Argentinië/Chili) - Tsiteli Chati (Georgië) - Tsjerpoek-groep (Rusland) - Tsjikoeratsjki (Rusland) - Tsjirinkotan (Rusland) - Tsjorny (Rusland) - Tskhouk-Karckar (Armenië en Azerbeidzjan) - Tristan da Cunha (Tristan da Cunha) - Tungurahua (Ecuador) - Tupungato (Chili) - Twin Buttes (Verenigde Staten) |

### U
|  |  | - Ubinas (Peru) - Ulawun (Papoea-Nieuw-Guinea) - Umboi (Papoea-Nieuw-Guinea) - Ungaran (Indonesië) - Unzen (Japan) | - Ustica (Italië) - Usulután (El Salvador) - Utila (Honduras) - Uturuncu (Bolivia) |

### V

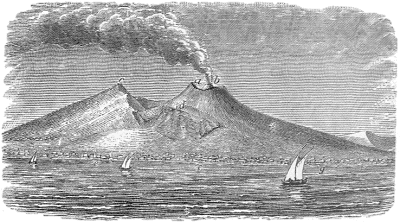
Tekening van de Vesuvius door James Dwight Dana, 1834.

|  |  | - Mount Veniaminof (Verenigde Staten) - Vesuvius (Italië) - Villarrica (Chili) - Vogelsberg (Duitsland) | - Vulcano (Italië) - Monte Vulture (Italië) - Vulsini (Italië) |

### W
|  |  | - Mount Waiʻaleʻale (Verenigde Staten) - Wai Sano (Indonesië) - Wangga Meti (Indonesië) - Mount Warning (Australië) - Wayang-Windu (Indonesië) - Weinfelder Maar (Duitsland) | - Welirang (Indonesië) - Whale (Nieuw-Zeeland) - White Island (Nieuw-Zeeland) - Wilis (Indonesië) - Wurlali (Indonesië) |

### Y
- Yasur (Vanuatu)
- Yellowstone caldera (Verenigde Staten)
- Yersey (Indonesië)
- Meer van Yojoa (Honduras)

### Z
- Zapatera (Nicaragua)
- Zuidwalvulkaan (Nederland)

## Vulkanen op Aarde (per land)

### Algerije
- Atakor

### Antarctica
|  |  | - Deception - Mount Erebus - Lars Christensen Peak | - Mount Foster - Mount Terror - Paulet eiland |

### Argentinië
|  |  | - Aracar - Copahué - Llullaillaco | - Monte Pissis - Ojos del Salado - Tronador |

### Armenië
- Akna
- Aragats
- Azhdahak
- Dar-Alages
- Geghama
- Mets Ishkhanasar
- Oughtasar
- Porak
- Spitaksar
- Tskhouk-Karckar

### Australië
|  |  | - Ball's Pyramid - Kerguelenplateau (Heardeiland en McDonaldeilanden) - Mawson Peak | - Mount Gambier - Mount Warning |

### Azerbeidzjan
- Porak
- Mets Ishkhanasar
- Tskhouk-Karckar

### Bolivia
|  |  | - Cerro Acotango - Illimani - Nevado Sajama | - Parinacota - Sacabaya - Uturuncu |

### Canada
- Anahimhotspot
- Bennett Lake Volcanic Complex
- Misema Caldera

### Canarische Eilanden (Spanje)
|  |  | - Caldera de Taburiente - Cumbre Vieja - Pico Birigoyo - Montaña Quemada | - San Antonio - El Teide - Teneguía - Timanfaya |

### Chili
|  |  | - Cerro Acotango - Cerro Azul-Quizapu - Chaitén - Copahué - Gualatiro - Lascar - Licancabur - Llaima - Llullaillaco | - Maunga Terevaka - Ojos del Salado - Osorno - Parinacota - Poike - Puyehue - Tronador - Tupungato - Villarrica |

### China
- Baitoushan

### Colombia
|  |  | - Azufral - Cerro Bravo - Cumbal - Doña Juana - Galeras - Nevado de Santa Isabel - Nevado del Huila - Nevado del Quindío | - Nevado del Ruiz - Nevado del Tolima - Nevado el Cisne - Petacas - Puracé - Romeral - Sotará - El Totumo |

### Comoren
- Karthala

### Congo-Kinshasa

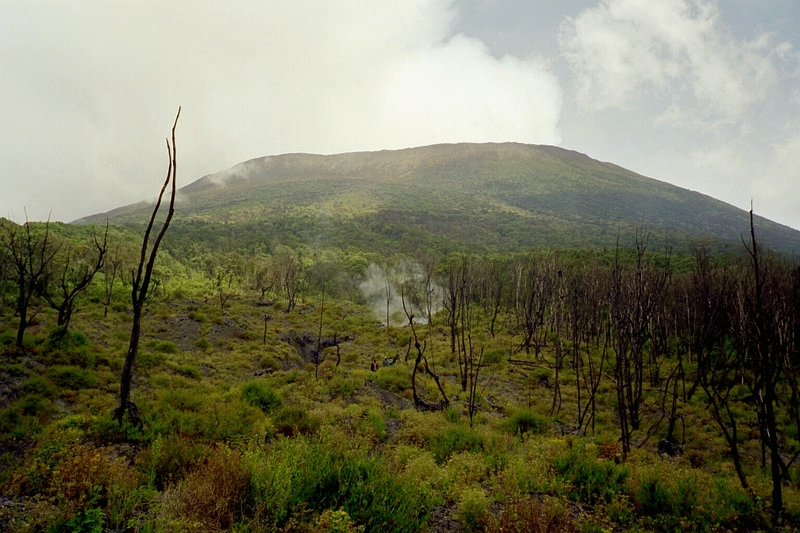
De vruchtbare hellingen van de Nyiragongo, 2004.

- Nyamuragira
- Nyiragongo

### Costa Rica
- Arenal
- Irazú
- Poás

### Dominica
- Morne Trois Pitons

### Duitsland
|  |  | - Eifel - Dreiser Weiher - Ernstberg - Hohe Acht - Kaiserstuhl - Laacher See | - Meerfelder Maar - Rhön - Vogelsberg - Weinfelder Maar - Zevengebergte |

### Ecuador
|  |  | - Antisana - Cayambe - Chimborazo - Cotopaxi - Illiniza | - La Cumbre - Pichincha - El Reventador - Sangay - Tungurahua |

### El Salvador
|  |  | - Apastepeque - Cerro Cachio - Cerro Cinotepeque - Cerro de Apaneca - Cerro el Aguila - Cerro Las Ninfas - Cerro las Ranas - Cerro los Naranjos - Cerro Singüil - Cerro Verde - Chinameca - Chingo - Coatepeque - Conchagua - Conchagüita - Cordillera de Apaneca | - El Tigre - Guazapa - Izalco - Lago de Ilopango - Laguna Aramuaca - Laguna Verde - San Diego - San Marcelino - San Miguel - San Salvador - San Vicente - Santa Ana-vulkaan - Taburete - Tecapa - Usulután |

### Eritrea
- Dubbi
- Nabro

### Ethiopië
- Adwa
- Erta Ale

### Filipijnen
|  |  | - Mount Ambalatungan - Mount Apo - Mount Arayat - Mount Babuyan Claro - Mount Banahaw - Mount Bulusan - Mount Canlaon - Mount Hibok-Hibok - Mount Isarog | - Mount Makaturing - Mount Malindang - Mount Malindig - Mount Mayon - Mount Parker - Mount Pinatubo - Mount Ragang - Mount Taal - Mount Talinis |

### Frankrijk

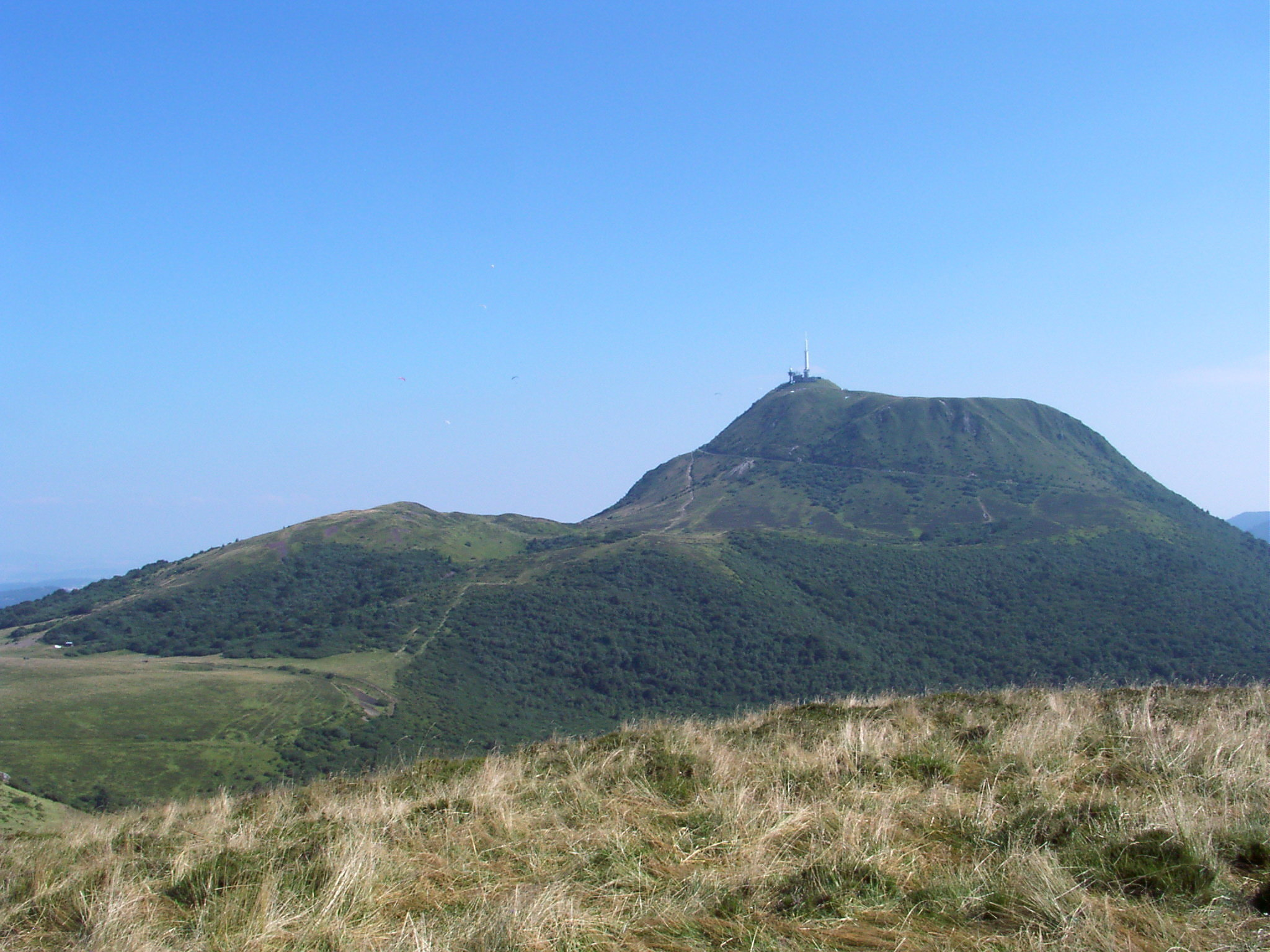
De Puy de Dôme, 2001.

- Kerguelenplateau (Kerguelen)
- Puy de Dôme
- Puy de Sancy

### Frans-Polynesië
- Mehetia

### Georgië
- Chabardzjina
- Didi Aboeli
- Emlikli
- Kabargin Oth
- Kazbek
- Leili
- Samsari
- Sjavnabada
- Tavkvetili
- Tsiteli Chati

### Griekenland
- Methana
- Nisyros
- Thera

### Groenland
- Skaergaard

### Guatemala

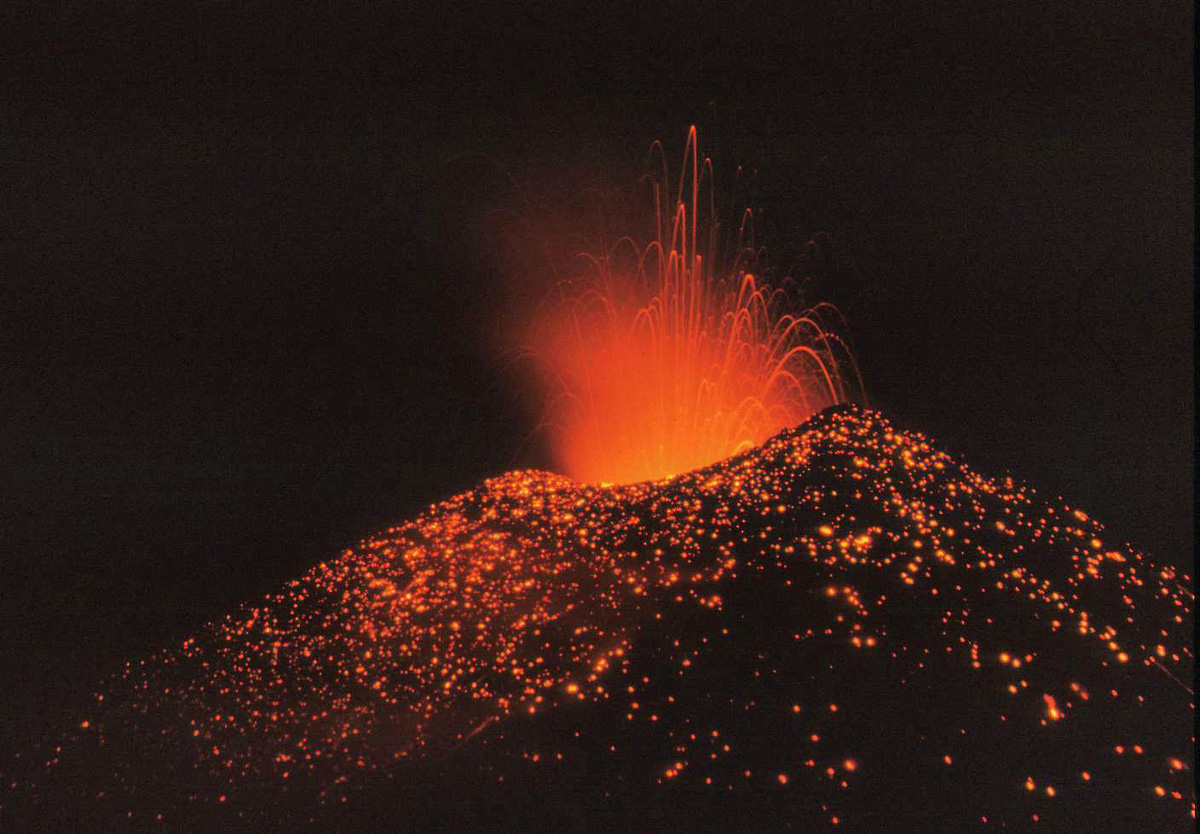
Nachtelijke eruptie van de Pacaya, 1992.

|  |  | - Almolonga - Acatenango - Agua - Atitlan - Cerro de Coxóm - Cerro El Baúl - Cerro Santiago - Chicabal - Chingo - Chiquimula - Cruz Quemada - Cuilapa-Barbarena - Culma - Flores - Fuego - Ipala - Ixtepeque - Jumay | - Jumaytepeque - Amatitlán - Laguna de Ayarza - Laguna de Obrajuelo - Moyuta - Pacaya - Quezaltepeque - Retana - San Pedro - Santa Maria - Santo Tomás - Siete Orejas - Suchitán - Tacaná - Tahual - Tajumulco - Toliman - Tecuamburro |

### Honduras
- El Tigre
- Isla Zacate Grande
- Meer van Yojoa
- Utila

### Hongarije
- Badacsony

### IJsland
|  |  | - Askja - Bárðarbunga - Baula - Bláhnjúkur - Brennisteinsalda - Eldborg - Eldfell - Esja - Eyjafjallajökull - Fagradalsfjall - Geldingadalir - Grábrók - Grímsvötn - Hekla - Helgafell - Hengill - Herðubreið - Hvannadalshnúkur - Hverfell | - Katla - Kerið - Kolbeinsey - Kollóttadyngja - Krafla - Kverkfjöll - Laki - Ljótipollur - Ok (vulkaan) - Öræfajökull - Skjaldbreiður - Snæfellsjökull - Surtsey - Þrándarjökull - Torfajökull - Trölladyngja (Noord-IJsland) |

### India
- Barren Island
- Deccan Traps
- Narcondam

### Indonesië

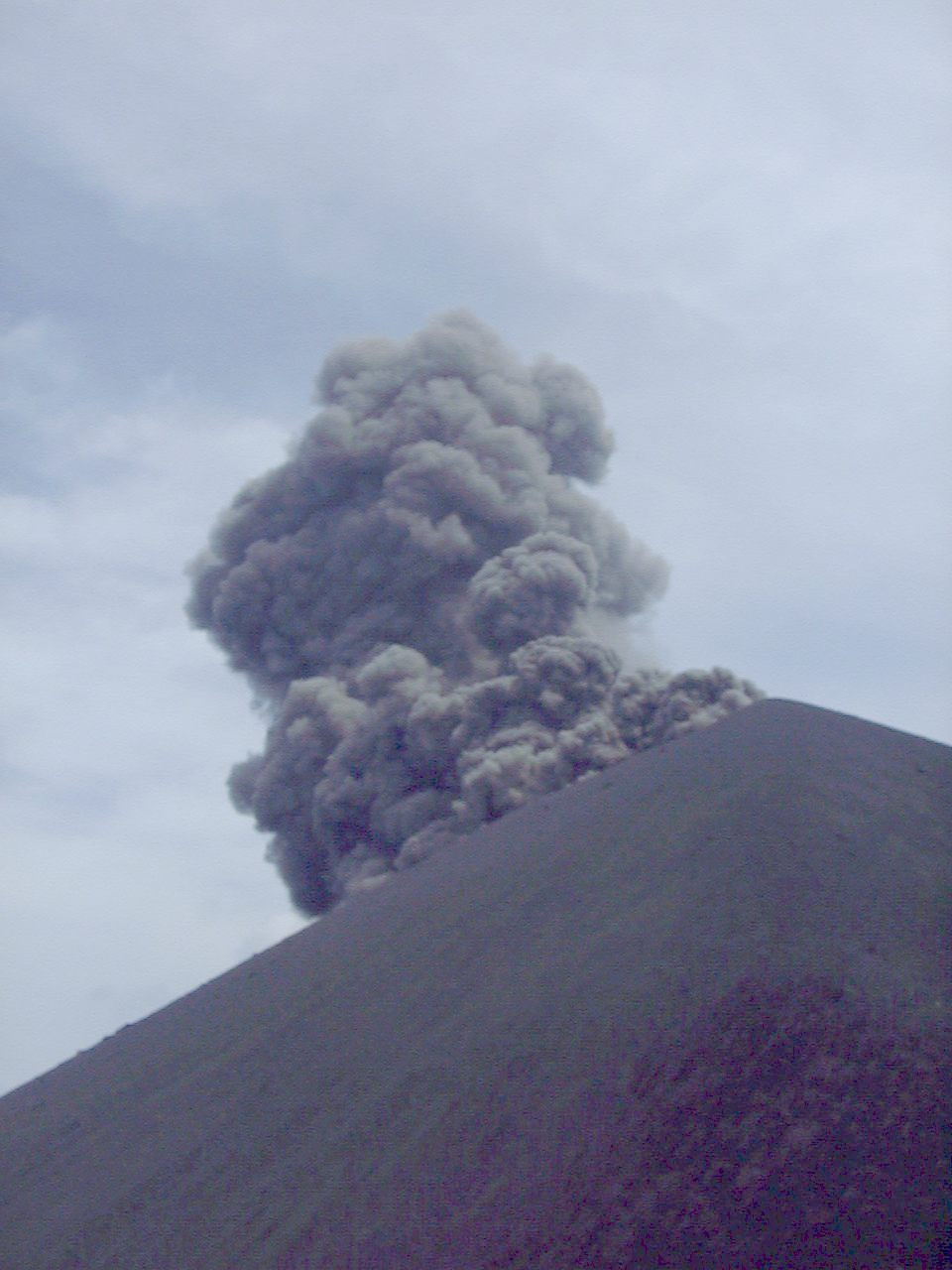
Uitbarsting van Anak Krakatau, 1999.

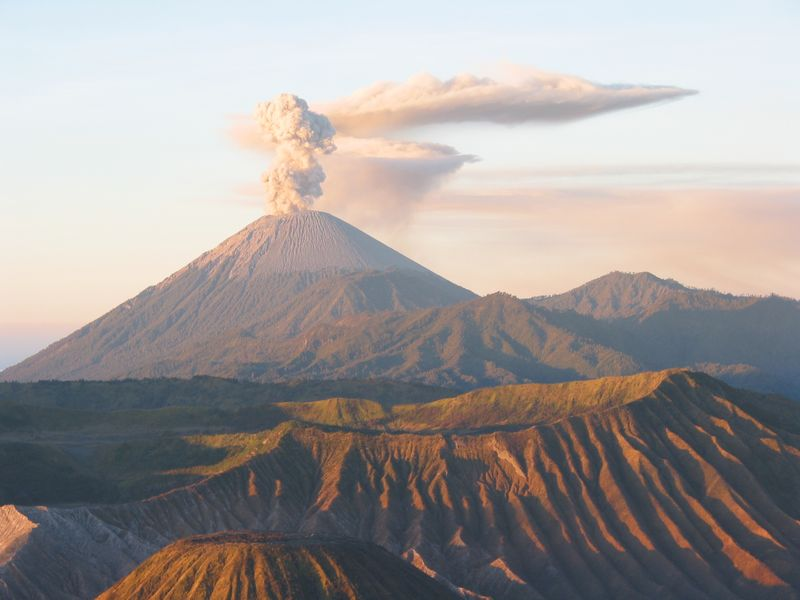
Uitbarsting van de Semeru, 2005.

|  |  | - Amasing - Ambang - Anak Krakatau - Ardjoeno - Baluran - Banda Api - Batu Tara - Bratan - Bromo - Butak - Cereme - Colo - Dempo - Dieng-vulkaancomplex - Dukono - Ebulobo - Egon - Emperor of China - Galunggung - Gede (berg) - Genungapi Wetar - Gunung Agung, ook wel Mount Agung of Piek van Bali - Guntur - Gunung Batur - Gunung Rinjani - Ibu - Ijen - Iliboleng - Ililabalekan - Ilimuda - Iliwerung - Inielika - Inierie - Iya - Iyang-Argapura - Kamojang - Karaha - Karang - Karangetang - Kawi - Kelimutu - Kelud - Kendang - Kerinci - Kiaraberes-Gagak - Krakatau - Lamongan - Lawu - Leroboleng - Lewotobi - Lewotolo - Lokon - Lurus | - Mahawu - Malabar - Malangvlakte - Manuk - Marapi - Merapi - Merbabu - Muria - Ndete Napu - Nieuwerkerk (vulkaan) - Nila - Papandayan - Patuha - Penanggungan - Perbakti - Poco Leok - Pulosari - Ranakah - Raung - Riang Kotang - Rinjani - Rokatenda - Salak - Sangeang - Semeru - Sempu - Serua - Sibayak - Sinabung - Sindara - Singgalang - Sirung - Slamet - Soputan - Sukaria - Sumbing - Talagabodas - Talang - Tambora - Tampomas - Tandikat - Tangkuban Perahu - Telomoyo - Teon - Toba - Ungaran - Wai Sano - Wangga Meti - Wayang-Windu - Welirang - Wilis - Wurlali - Yersey |

### Iran
- Bazman
- Damavand
- Sabalan

### Italië
|  |  | - Monti Albani - Alicudi - Monte Amiata - Campi Flegrei - Etna - Ferdinandea - Filicudi - Ischia - Larderello - Lipari - Monte Nuovo - Panarea | - Pantelleria - Roccamonfina (berg) - Salina - Solfatara - Monte Somma - Stromboli - Ustica - Vesuvius - Vulcano - Vulsini - Monte Vulture |

### Japan

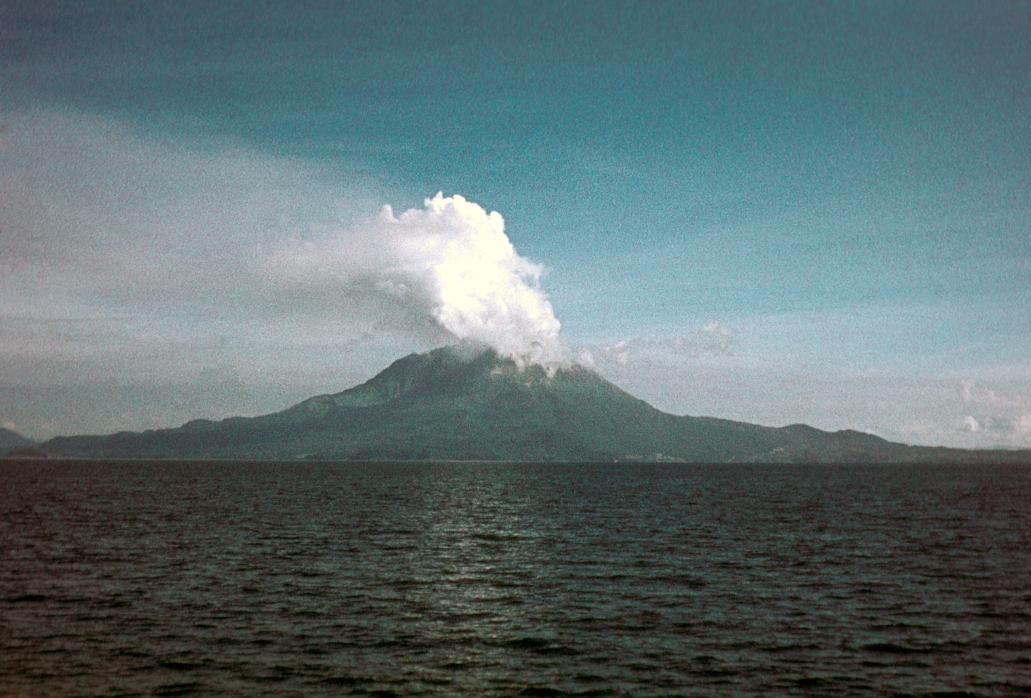
Kleine eruptie van de Sakurajima, 1974.

|  |  | - Adatara - Aira-caldera - Asama - Aso - Fuji - Kikai | - Nishinoshima - Ontake - Sakurajima - Shinmoedake - Suwanosejima - Unzen |

### Kaapverdië
- Branco
- Mount Fogo

### Kameroen
- Mount Cameroon

### Kenia
- Mount Kenya

### Martinique
- Mont Pelée

### Mexico

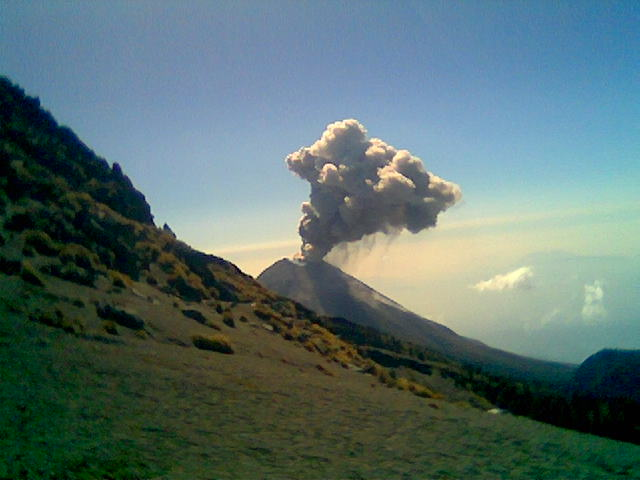
Uitbarsting van de Colima, ongedateerd.

|  |  | - Cerro Tláloc - Clarión - Cofre de Perote - Colima - El Chichón - El Jorullo - Isla Guadalupe - Iztaccíhuatl - La Malinche - Nevado de Toluca | - Paricutín - Piek van Orizaba (Citlaltépetl) - Popocatépetl - San Benedicto (Bárcena) - Sierra Negra - Isla Socorro (Cerro Evermann) - Telapón - Tequilavulkaan - Xitle |

### Montserrat
- Soufrière

### Myanmar
- Mount Popa

### Nederland
- Mount Scenery
- The Quill
- Zuidwalvulkaan
- Mulciber

### Nicaragua
|  |  | - Apoyeque - Azul - Casita - Cerro el Ciguatepe - Cerro Negro - Chonco - Concepción - Cosigüina - Estelí - Granada - Las Lajas - Las Pilas - Maderas | - Masaya - Mombacho - Momotombito - Momotombo - Moyotepe - Nejapa-Miraflores - Pelona - Rota - San Cristóbal - Santa Clara - Telica - Zapatera |

### Nieuw-Zeeland
|  |  | - Karapiti - Mount Ngarahoe - One Tree Hill - Mount Ruapehu - Mount Taranaki (ook wel Mount Egmont) | - Mount Tongariro - Whale - White Island - Lake Taupo |

### Noordelijke Marianen
- Anatahan

### Noord-Korea
- Baitoushan

### Noorwegen
- Beerenberg
- Olavtoppen

### Oeganda
- Mount Elgon
- Mount Moroto

### Panama
- Volcán Barú

### Papoea-Nieuw-Guinea
|  |  | - Bagabag - Bagana - Mount Balbi - Baluan - Bam - Billy Mitchell - Blup Blup - Garove - Goodenough - Kadovar - Karkar - Koil - Lihir | - Loloru - Long - Lou - Manam - Manus - Mussau - Rabaul caldera - Rossel - Sakar - Tabar - Tavurvur - Ulawun - Umboi |

### Peru
|  |  | - Ampato - Chachani - Coropuna - Huaynaputina | - El Misti - Pichu Pichu - Sabancaya - Ubinas |

### Polen
- Ostrzyca

### Portugal
|  |  | - Azoren - Capelinhos - Agua de Pau | - - Furnas - Ponta do Pico |

### Prins Edward Eilanden (Zuid-Afrika)
- Marioneiland
- Prins Edward Eiland

### Réunion (Frankrijk)
- Piton de la Fournaise
- Piton des Neiges

### Rusland

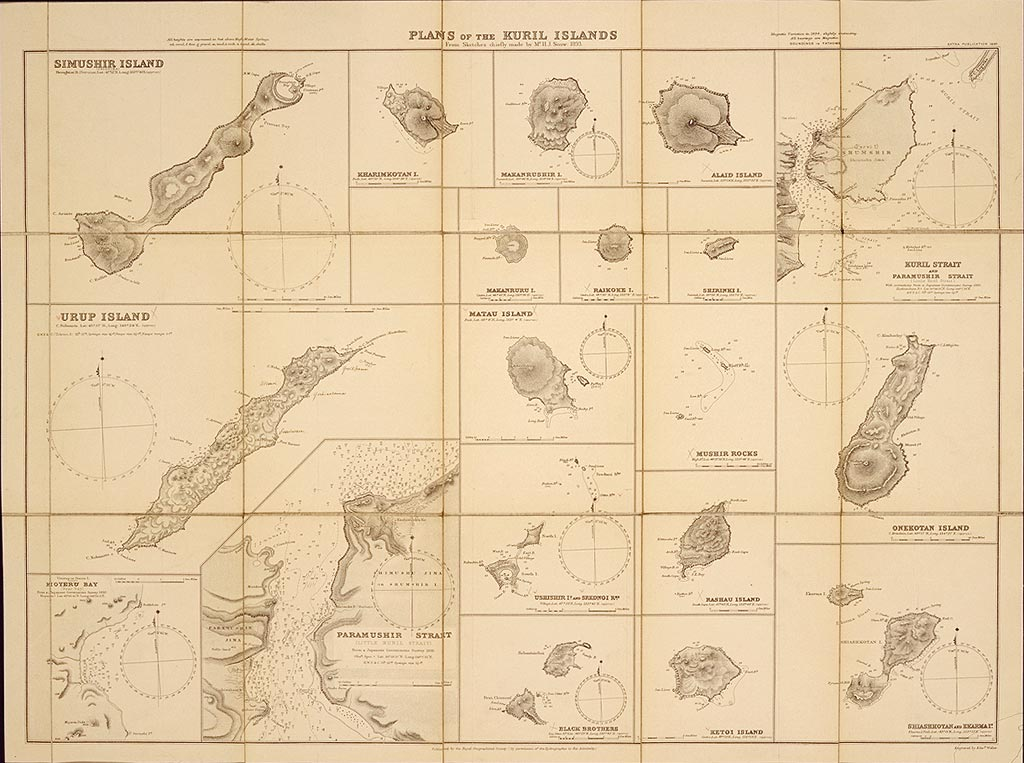
Kaart van de Koerilen door H. J. Snow, 1893.

- Elbroes
- Kazbek
- Oka-plateau
- Peretolchina
- Siberische Trappen
- Kamtsjatka
  - Achtang
  - Akademia Naoek
  - Alnej-Tsjasjakondzja
  - Alngej
  - Anaoen
  - Asatsja
  - Avatsjinskaja Sopka
  - Bakening
  - Barchatnaja
  - Belenkaja
  - Bely
  - Bezymjanny
  - Bliznets
  - Bolsjaja Ipelka
  - Bolsje-Bannaja
  - Bolsjoj Pajalpan
  - Bolsjoj Semjatsjik
  - Bolsjoj-Kekoeknajski
  - Changar
  - Chodoetka
  - Diki Greben
  - Dzenzoerski
  - Eggella
  - Fedotytsj
  - Gamtsjen
  - Geodesistoj
  - Golaja
  - Gorely
  - Gorny Institoet
  - Iettoenoep
  - Iktoenoep
  - Itsjinskaja Sopka
  - Iljinskaja Sopka
  - Jelovski
  - Kajlenej
  - Kambalny
  - Kamen
  - Karymskaja Sopka
  - Kebenej
  - Kekoerny
  - Kell
  - Kichpinytsj
  - Kizimen
  - Kljoetsjevskaja Sopka
  - Koelkev
  - Komarov
  - Korjakskaja Sopka
  - Kosjeleva
  - Kostakan
  - Kozelski
  - Kozyrevka
  - Krajni
  - Krasjeninnikov
  - Kronotskaja Sopka
  - Ksoedatsj
  - Koerilenmeer
  - Misjennaja Sopka
  - Moetnovski
  - Oeksitsjan
  - Oezon
  - Piip
  - Sjisjel
  - Sjiveloetsj
  - Tolbatsjik
  - Tsjerpoek-groep
  - Tsjorny
- Koerilen
  - Noordelijke Koerilen
    - Alaid
    - Antsiferova
    - Charimkotan
    - Ebeko
    - Ekarma
    - Foessa
    - Koentomintar
    - Nemo
    - Sinarka
    - Tatarinov
    - Tao-Rusyr
    - Tsjikoeratsjki
    - Tsjirinkotan

  - Centrale Koerilen
    - Sarytsjev

  - Zuidelijke Koerilen
    - Koedriavy
    - Medvezja-groep

### Rwanda
- Mount Karisimbi

### Saint Kitts en Nevis
- Nevis

### Saint Lucia
- Gros Piton
- Petit Piton

### Saint Vincent en de Grenadines
- Soufrière

### Sao Tomé en Principe
- Pico de Sao Tomé

### Soedan
- Deriba
- Jebel Marra

### Spanje
- Cabo de Gata
- El Teide

### Tanzania

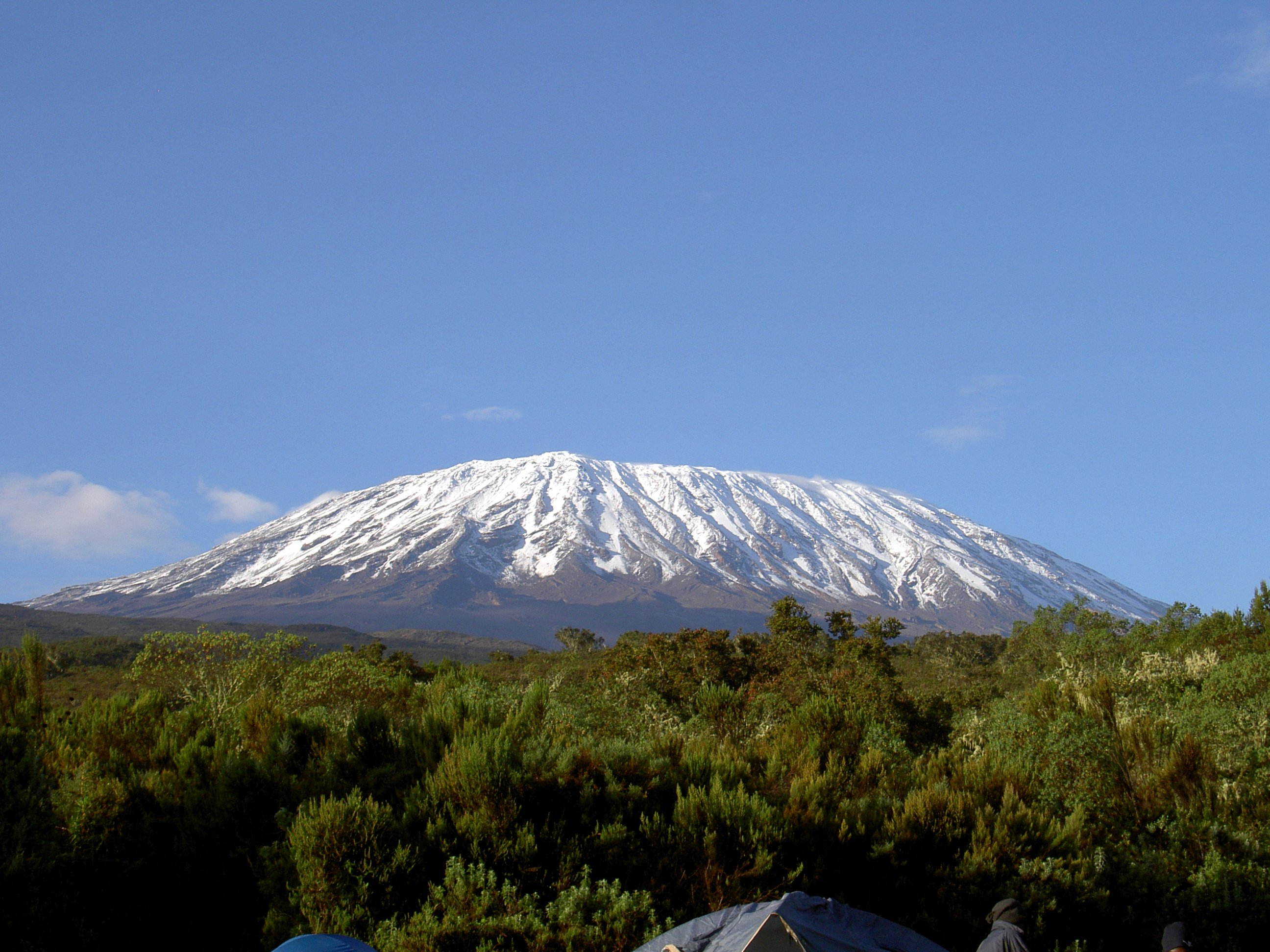
De top van de Kilimanjaro, 2006.

|  |  | - Kibo - Kilimanjaro - Mount Meru | - Ngorongoro - Ol Doinyo Lengai |

### Tonga
- Curacoa
- Hunga Tonga-Hunga Ha'apai
- Tofua

### Tristan da Cunha
|  |  | - Gough (eiland) - Inaccessible | - Middle (eiland) - Tristan da Cunha |

### Tsjaad
- Abeki
- Emi Koussi

### Turkije
|  |  | - Ararat - Erciyes - Hasan Dağı | - Karacadağ - Nemrut |

### Vanuatu
- Lopevi
- Manaro
- Yasur

### Verenigd Koninkrijk
|  |  | - Bass Rock - Castle Rock (Edinburgh) - Giant's Causeway | - North Berwick Law - Rockall - Scafells |

### Verenigde Staten (incl. Alaska en Hawaï)

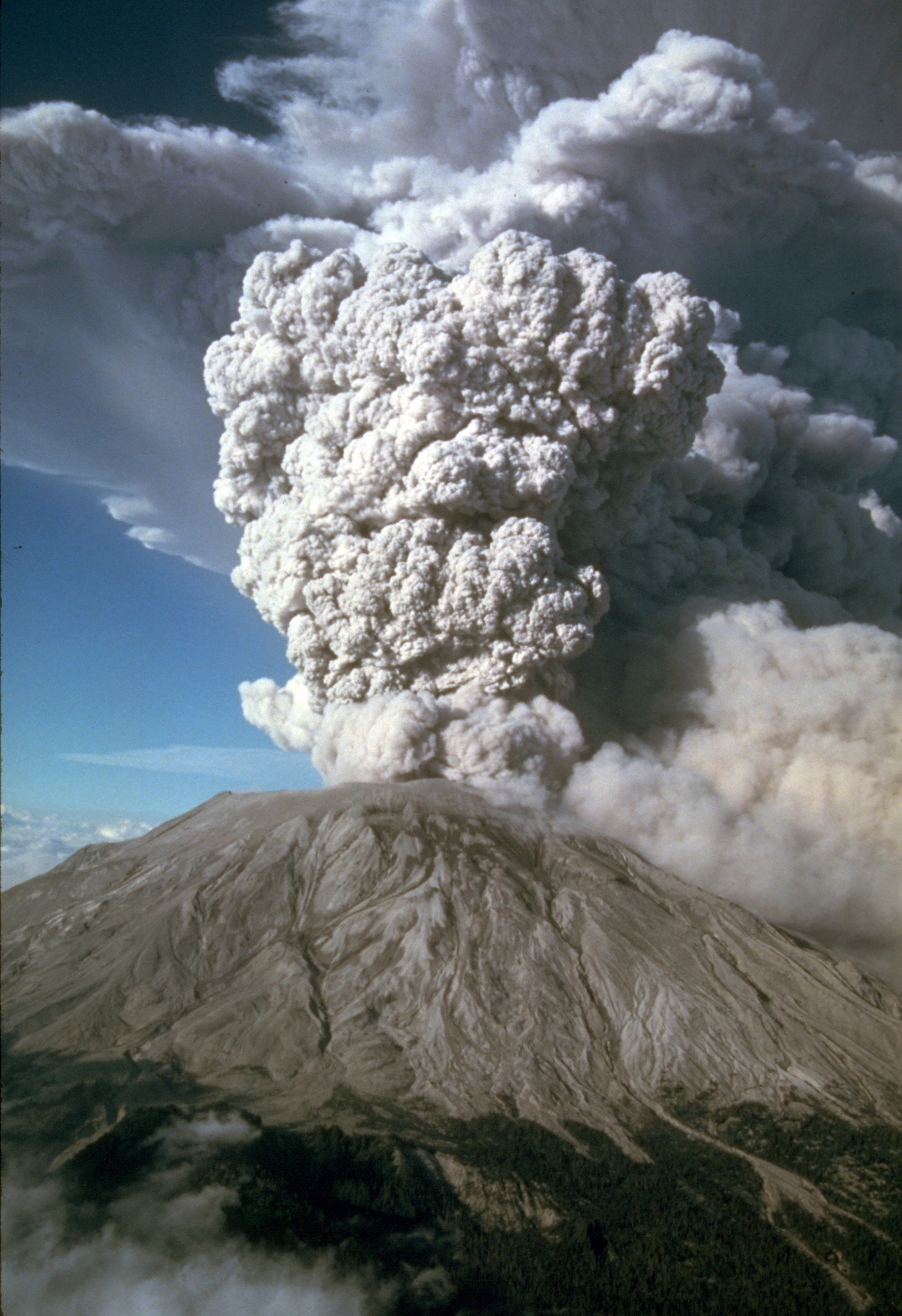
Uitbarsting van Mount Saint Helens, 1980.

|  |  | - Adagdak - Mount Akutan - Mount Amukta - Mount Aniakchak - Augustine - Mount Bachelor - Mount Baker - Bogoslofeiland - Chaos Crags - Cinder Cone - Cleveland - Crater Lake - Davidson Seamount - Diamond Head - Devils tower - Haleakala - Mount Hood - Hualalai - Kamaʻehuakanaloa - Kasatochi - Katmai - Kilauea - Kohala - Koʻolau Range - La Garita Caldera | - Lassen Peak (vulkanisch nationaal park Lassen) - Makushin - Mauna Kahalawai - Mauna Kea - Mauna Loa - Mount Mazama - Morro Rock - Novarupta - Pavlof - Puʻu ʻŌʻō - Mount Rainier - Mount Redoubt - Mount Saint Helens - Shasta - Shiprock - Mount Shishaldin - Sutter Buttes - Mount Tehama - Three Sisters - Twin Buttes - Mount Veniaminof - Mount Waiʻaleʻale - Yellowstone caldera |

### Vietnam
- Cù Lao Ré

### Yemen
- Jabal al-Tair

## Vulkanen op Mars
|  |  | - Alba Patera - Arsia Mons - Ascraeus Mons - Elysium Mons | - Olympus Mons - Pavonis Mons - Syrtis Major - Tharsis |

## Vulkanen op Io
- Pele